# Deltocyathoides stimpsonii
Deltocyathoides stimpsonii är en korallart som först beskrevs av Pourtalès 1871.  Deltocyathoides stimpsonii ingår i släktet Deltocyathoides och familjen Turbinoliidae. Inga underarter finns listade i Catalogue of Life.